# Luchthaven Ivalo
Luchthaven Ivalo is een regionale luchthaven die zich circa 11 km ten zuidwesten van de Finse plaats Ivalo bevindt. In 2016 handelde de luchthaven 179 627 passagiers af. Het vliegveld is de noordelijkst gelegen luchthaven van Finland.

## Bestemmingen
| Maatschappij | Land                | Bestemming                  |
| ------------ | ------------------- | --------------------------- |
| Finnair      | Finland             | Helsinki, Kittilä           |
| Finnair      | Verenigd Koninkrijk | London Gatwick              |
| Norwegian    | Noorwegen           | Helsinki                    |
| Transavia    | Nederland           | Amsterdam (seizoenscharter) |

Naast deze lijnvluchten bestaat het grootste gedeelte van de vliegbewegingen uit chartervluchten in de winter. In de winter worden diverse directe vluchten aangeboden naar Londen, Birmingham, Manchester, Amsterdam en Frankfurt door maatschappijen als Easyjet, Jet2.com, Tui, Transavia en Lufthansa.